# Big City (album)
Big City è il terzo album del gruppo hard rock Elektradrive uscito nel 1993. per la Dracma Records.

## Tracce
1. Rockin' On The Bad Side
2. Big City
3. Still Remember
4. Latin Lover
5. Fast As An Arrow
6. Escape From "The Rock"
7. The Riot Of The Young Gods
8. Lucille
9. She Will Be Hangin' Over
10. Hear It On The Radio
11. Hitman Boogie